# Енергохроматизм

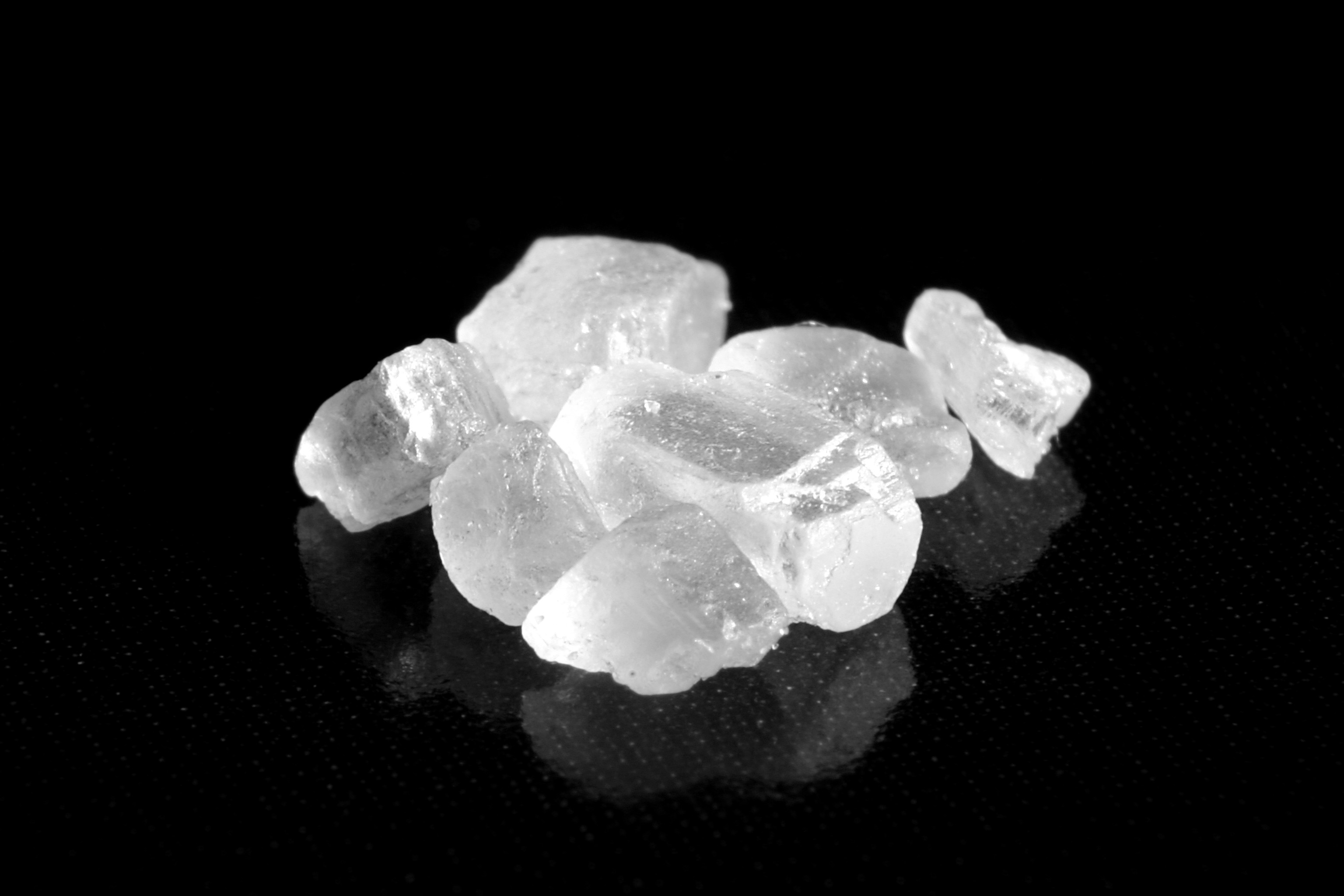
Енергохроматизм кристалів кам'яної солі.

Енергохромати́зм (рос. энергохроматизм) — колір мінералу, зумовлений впливом опромінення (радіоактивного та космічного).
Енергохроматизм обумовлений зміною енергетичного стану деяких частинок гранул під впливом радіоактивного випромінювання. Наприклад, синій колір кам'яної солі, очевидно, пов'язаний з наявністю атомів металевого натрію, вибитих з вузлів решітки.